# Rio Pardo de Minas (kommun)
Rio Pardo de Minas är en kommun i Brasilien.   Den ligger i delstaten Minas Gerais, i den östra delen av landet, 600 km öster om huvudstaden Brasília. Antalet invånare är 29 075.
Följande samhällen finns i Rio Pardo de Minas:
- Rio Pardo de Minas

I omgivningarna runt Rio Pardo de Minas växer huvudsakligen savannskog. Runt Rio Pardo de Minas är det glesbefolkat, med 10 invånare per kvadratkilometer.